# 南方南鳅
南方南鳅（学名：Schistura meridionalis）为鳅科南鳅属的鱼类，俗名南方条鳅。在中国，分布于云南西双版纳的补远江和云县的南定河等。该物种的模式产地在云南西双版纳。

## 扩展阅读
維基物種上的相關：南方南鳅